# Alasdair Morgan
Alasdair Morgan (* 21. April 1945 in Aberfeldy) ist ein schottischer Politiker und Mitglied der Scottish National Party.

## Leben
Morgan besuchte die Breadalblane Academy und studierte anschließend an der Universität Glasgow sowie der Open University. Zunächst war er als Mathematiklehrer tätig und wechselte dann in die Computerbranche. Morgan ist verheiratet und zweifacher Vater.

## Britisches Unterhaus
1974 trat Morgan in die SNP ein. Im Laufe der Jahre hatte er verschiedene parteiinterne Posten inne. So fungierte Morgan unter anderem als Parteisekretär, Schatzmeister und Vizepräsident. Erstmals trat er bei den Britischen Unterhauswahlen 1983 zu nationalen Wahlen an. In seinem Wahlkreis North Tayside erhielt er jedoch nur den zweithöchsten Stimmenanteil und verpasste damit den Einzug in das Britische Unterhaus. Auch bei den Unterhauswahlen 1987 und 1992 war er in den Wahlkreisen Dundee West beziehungsweise Dumfries nicht erfolgreich. Schließlich gelang es Morgan bei den Unterhauswahlen 1997 die höchste Stimmenanzahl im Wahlkreis Galloway and Upper Nithsdale zu erhalten und er zog damit erstmals in das Britische Unterhaus ein. Dabei gewann Morgan das Direktmandat des langjährigen Mandatsinhabers, dem Konservativen Ian Lang. Im Unterhaus fungierte Morgan als Einpeitscher der SNP-Fraktion. Er bewarb sich um keine weitere Amtszeit und schied zum Ende der Legislaturperiode aus dem Unterhaus aus.

## Schottisches Parlament
Bei den ersten Schottischen Parlamentswahlen im Jahre 1999 bewarb sich Morgan um das Direktmandat des Wahlkreises Galloway and Upper Nithsdale. Er erhielt den größten Stimmenanteil und zog damit in das neugeschaffene Schottische Parlament ein. Im Schattenkabinett der SNP war er zunächst als Staatssekretär für ländliche Angelegenheiten vorgesehen und dann zwischen 2001 und 2005 als Staatssekretär für Finanzen. Bei den Parlamentswahlen 2003 verlor Morgan sein Direktmandat mit nur 99 Stimmen Rückstand an den Konservativen Alex Fergusson. Da Morgan jedoch auch auf dem zweiten Rang der Regionalwahlliste der SNP für die Wahlregion South of Scotland gesetzt war, erhielt er infolge des Wahlergebnisses eines der sieben Listenmandate für die Wahlregion. Bei den Parlamentswahlen 2007 verpasste er abermals das Direktmandat des Wahlkreises, verteidigte aber sein Mandat für die Wahlregion. Zu den Parlamentswahlen 2011 trat Morgan nicht mehr an.